# Kurt Steinbach (Maler)
Kurt Steinbach (* 1895; † 1969) war ein deutscher Mediziner und Maler.

## Leben
Steinbach studierte an der Universität Leipzig Medizin, obwohl er lieber Maler geworden wäre. Seit 1924 war er mit der späteren Sanitätsrätin Margarete Steinbach (1897–1994) verheiratet, die als älteste praktizierende Homöopathin der Welt galt und fast 70 Jahre praktizierte.
1924 beendeten beide ihr Medizinstudium mit dem Staatsexamen und ließen sich in Chemnitz nieder. Kurt Steinbach wurde Volontärarzt in der Städtischen Nervenanstalt Chemnitz und seine Frau eröffnete 1925 ihre eigene Praxis in der gemeinsamen Wohnung.
Später machte sich Kurt Steinbach als Nervenarzt selbständig. Seine Praxis befand sich im Heimgarten 92 in Chemnitz. Nach seinem Tod praktizierte dort seine Gattin weiter, die sehr regen Zuspruch aus dem In- und Ausland erhielt.
Seinem Hobby, der Malerei, widmete Kurt Steinbach viel Freizeit. Gemeinsam mit seiner Frau, die eine begeisterte Bergsteigerin war, unternahm er zahlreiche Ausflüge, die er unter anderem zum Malen nutzte. So entstanden Ölgemälde, Aquarelle und Pastelle aus der preußischen Provinz Sachsen, dem Freistaat Sachsen und dem böhmischen Teil des Erzgebirges.